# Al-Muharraq SC
Al-Muharraq Sports Club (tiếng Ả Rập: نادي المحرق الرياضي) là một câu lạc bộ bóng đá Bahrain đóng quân ở Muharraq. Nó là một trong những câu lạc bộ thể thao lâu đời nhất ở vùng Vịnh Ả Rập. Al-Muharraq Sports Club đã giành được Bahraini Football Premier League 33 lần. Al-Muharraq Sports Club còn tham gia vào các môn thể thao khác ngoài bóng đá như bóng rổ và bóng chuyền. Trong lịch sử, đội bóng đá Al-Muharraq Sports Club gần giống như một đội tuyển bóng đá quốc gia Bahrain.

## Lịch sử

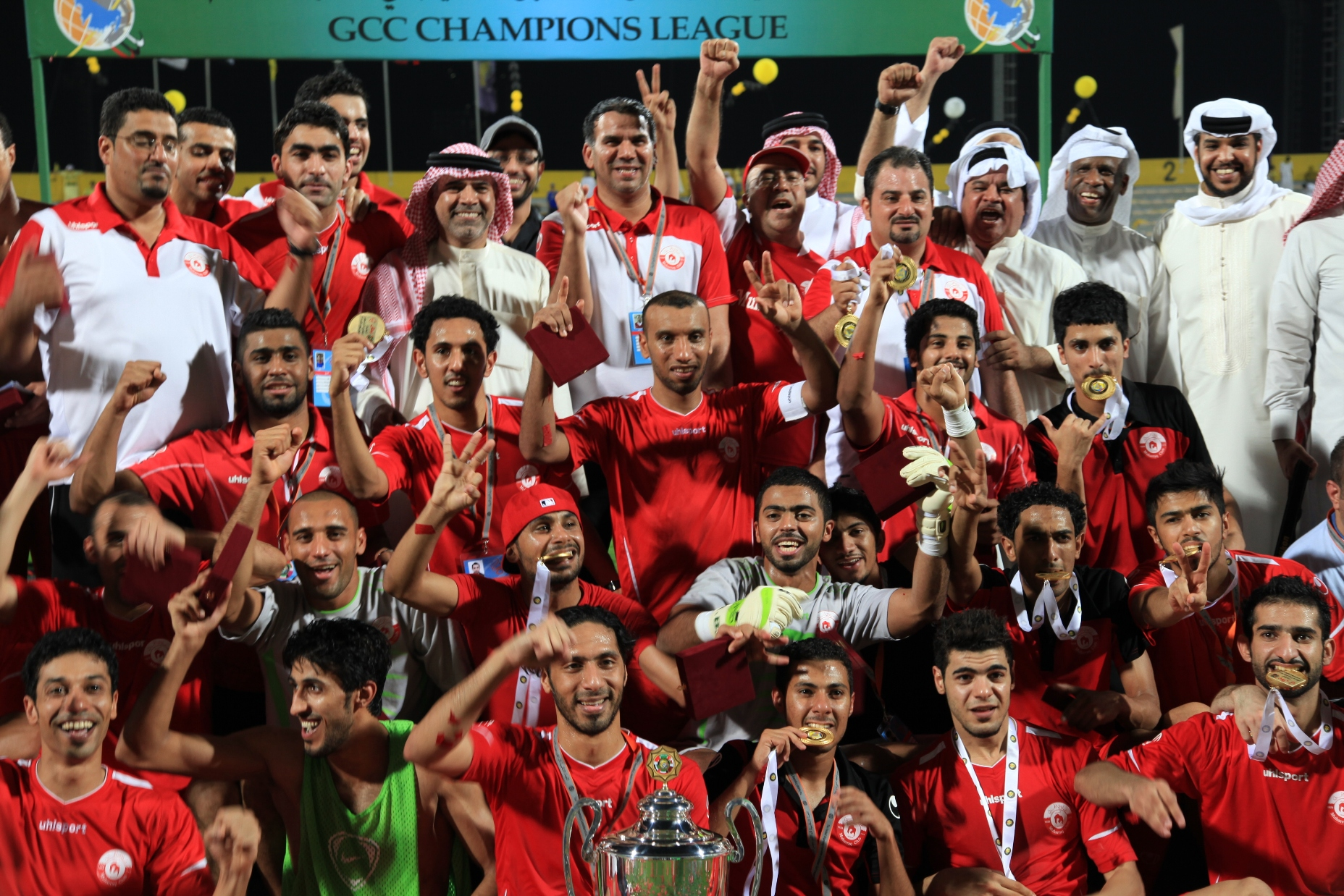
Al Muharraq sau khi vô địch đăng quang của GCC Champions League

Al-Muharraq Sports Club đã sản sinh một số các ngôi sao hiện tại của đội tuyển quốc gia như đội trưởng của đội tuyển quốc gia Bahrain Mohamed Salmeen, Rashid Al Dossary, thủ môn kỳ cựu Ali Hassan, Ali Amer và Ebrahim Al Mishkhas.
Học viện thể thao trẻ câu lạc bộ Al-Muharraq đã sản sinh những cầu thủ như Abdullah Al Dekheel, Mahmood Abdulrahman, Fahad Showaiter, Hussam Humood Sultan, và Abdullah Al-Kaabi.
Câu lạc bộ thể thao Al-Muharraq đã mang lại trong các chuyên gia nước ngoài vào những thời điểm nhất định như cầu thủ Brazin được mong đợi Leandson Dias da Silva còn được biết là Rico và cầu thủ Bosnian Adnan Sarajlic, hậu vệ Brazin Juliano de Paola và Jamal Ebraro từ Maroc. Rico giành giải thưởng cầu thủ ghi bàn hàng đầu của thế giới trong năm 2008 với 19 bàn thắng ghi được.
Năm 2008 là một mùa giải hoàn hảo cho Câu lạc bộ thể thao Al-Muharraq khi họ hoàn thành một cú ăn bốn (Bahraini League, King's Cup, Crown Prince Cup and the AFC Cup). Al-Muharraq Sports Club đã trở thành câu lạc bộ Bahrain đầu tiên giành một chức vô địch châu lục.
Vào ngày 10 tháng 6 năm 2012 Muharraq giành được GCC Champions League lần đầu tiên.

## Huy hiệu

Logo cũ
Logo hiện tại

## Các đội thể thao
Bóng đá
- Bahraini Premier League (35):

1957, 1958, 1960, 1961, 1962, 1963, 1964, 1965, 1966, 1967, 1970, 1971, 1973, 1974, 1976, 1980, 1983, 1984, 1986, 1988, 1991, 1992, 1995, 1999, 2001, 2002, 2004, 2006, 2007, 2008, 2009, 2011, 2015, 2018, 2024
- Bahraini King's Cup (32):

1952, 1953, 1954, 1958, 1959, 1961, 1962, 1963, 1964, 1966, 1967, 1972, 1974, 1975, 1978, 1979, 1983, 1984, 1989, 1990, 1993, 1995, 1996, 1997, 2002, 2005, 2008, 2009, 2011, 2012, 2013, 2016
- Bahraini FA Cup (3):

2005, 2009, 2012
- Bahraini Crown Prince Cup (5):

2001, 2006, 2007, 2008, 2009
- Bahraini Super Cup (2):

2006, 2013
- AFC Cup (1):

2008 2021
- GCC Champions League (1):

2012
Bóng rổ
- Bahrain Zain Basketball League (2):

2007/2008, 2011/2012
- Bahrain Zain Basketball Cup (6):

1977/1978, 2002/2003, 2003/2004, 2009/2010, 2011/2012, 2013/2014
- Cup President of the Bahrain Basketball Association (1):

2016
- Bahrain Zain Basketball Super Cup(2):

2012, 2013
Bóng chuyền
- Bahraini Volleyball 1st Division League(14):

1993/1994, 1994/1995, 1995/1996, 1996/1997, 1997/1998, 1998/1999, 1999/2000, 2000/2001, 2001/2002, 2003/2004, 2005/2006, 2008/2009, 2009/2010, 2010/2011
- Bahraini Volleyball Crown Prince Cup(12):

1993/1994, 1994/1995, 1995/1996, 1996/1997, 1997/1998, 1999/2000, 2000/2001, 2001/2002, 2002/2003, 2006/2007, 2009/2010, 2011/2012
- Bahraini Volleyball Youth President Cup(2):

2005/2006, 2008/2009
- Bahrain Volleyball Federation Cup (1):

2014
- GCC Volleyball Clubs Cup (10):

1995, 1996, 1997, 1998, 1999, 2000, 2001, 2002, 2005, 2012

## Hiệu suất trong các giải đấu trong khu vực
Bóng đá
- Asian Club Championship: 5 lần tham dự

1986 – Vòng loại
1988 – Vòng loại
1990 – Rút khỏi vòng bảng
1993 – Vòng loại
1994 – Vòng loại
- AFC Cup: 4 lần tham dự

2006 – Chung kết
2007 – Vòng loại
2008 – Vô địch
2009 – Vòng loại
2013 – Rút lui
- Asian Cup Winners Cup: 2 lần tham dự

1991 – Finalist
1995 –Vòng 2
- GCC Champions League:
2008: Group Stage
2010: Semi-finals
2012: Winner

Đội bóng đá Futsal
- World Championship In Kuwait 
2013:Tứ kết

## Huấn luyện viên
Football First Team 
- Mamdouh Khafaji (c. 1970s)[5]
- Khalifa Al-Zayani (1980s)
- Ralf Borges Ferreira (1989–90)
- David Ferreira-Duque (1991–92)
- Ion Moldovan (1999)
- Acácio Casimiro (2003)
- Ralf Borges Ferreira (2003–04)
- Stefano Impagliazzo (2004–05)
- Khalifa Al-Zayani (2005)
- Carlos Alhinho (2005–06)
- Khalifa Al-Zayani (2006)
- Fernando Dourado (2006)
- Salman Sharida (2007–08)
- Julio Peixoto
- Dino Đurbuzović (2014-2015)
- Khaled Taj(2015)
- Isa Alsadoon(2016)
- Rodion Gačanin (2016-